# Кубики сома

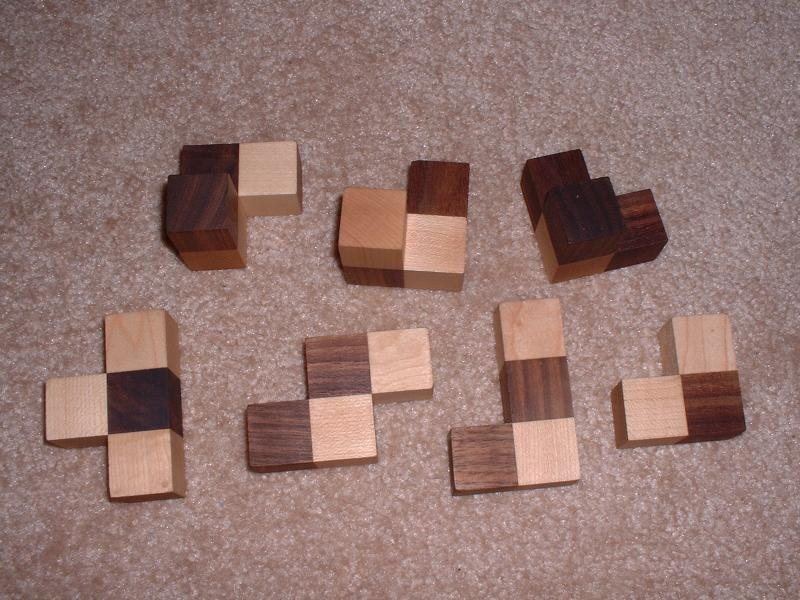
Сім складових частин куба сома

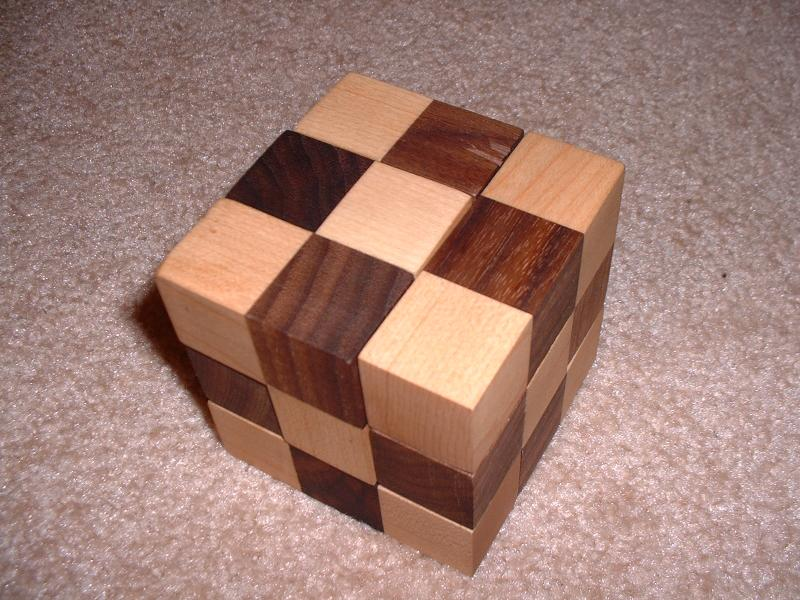
Елементи, складені в куб

Один із можливих способів складання кубиків сома

Кубики сома (англ. Soma cube) — це головоломка, що є по суті тривимірним аналогом китайської головоломки пентаміно.

## Історія
Придумав кубики сома Піт Хейн у 1933 під час лекції відомого вченого Вернера Гейзенберга з квантової механіки. 
Піту Хейну спало на думку формулювання цікавої теореми: якщо взяти всі неправильні фігури, які складені з трьох або чотирьох кубиків, склеєних між собою гранями, то з них можна скласти один кубик більшого розміру. «Неправильною» називається фігура, на якій є і виступи, і западини. Найпростіша неправильна фігура отримується, якщо склеїти 3 кубики у вигляді кутника. Це єдина неправильна фігура, яку можна побудувати з трьох кубиків (з одного або двох кубиків не можливо скласти жодної неправильної фігури). Узявши чотири кубики можна побудувати шість різних неправильних тіл. Хейн звернув увагу на те, що, склеюючи два куби, ми збільшуємо протяжність утвореного тіла лише в одному напрямку. Щоб збільшити протяжність тіла в іншому напрямку, потрібен ще один, третій кубик. Чотири кубики дозволять збільшити протяжність тіла в трьох напрямках. Оскільки, взявши п'ятий кубик, ми не збільшимо розмірність фігури до чотирьох, набір кубиків сома слід обмежити сімома фігурами, представленими на малюнках.

## Компоненти
Основне завдання головоломки полягає у тому, що сім предметів, виготовлених з одиничних кубів (один предмет складається з трьох кубиків, а решта з чотирьох) повинні бути зібрані в 3x3x3 куб. Елементи можуть також використовуватися, для побудови багатьох інших 3D-фігур.
Усі сім елементів є полікубами третього або четвертого рангу: 
- — L-трикуб: розміщення трьох кубиків кутником (по ламаній лінії).
- — T-тетракуб: рядок з трьох кубиків з додаванням четвертого посередині.
- — L-тетракуб: рядок з трьох кубиків з додаванням четвертого на краю у площині зламу.
- — S-тетракуб: ламаний трикуб з додаванням блока на зовнішній стороні у площині зламу.
- — Лівогвинтовий тетракуб: ламаний трикуб з додаванням четвертого блока перпендикулярно до площини зламу у напрямку, протилежному до руху стрілки годинника.
- — Правогвинтовий тетракуб: ламаний трикуб з додаванням четвертого блока перпендикулярно до площини зламу у напрямку руху стрілки годинника.
- — Розгалужений тетракуб: ламаний трикуб з додаванням четвертого блока перпендикулярно до площини зламу на самому зламі.